# Hajós
Hajós är en ort i Ungern.   Den ligger i provinsen Bács-Kiskun, i den centrala delen av landet, 120 km söder om huvudstaden Budapest. Hajós ligger 89 meter över havet och antalet invånare är 3 520.
Terrängen runt Hajós är platt. Runt Hajós är det ganska glesbefolkat, med 34 invånare per kvadratkilometer. Närmaste större samhälle är Kalocsa, 17,5 km nordväst om Hajós. Trakten runt Hajós består till största delen av jordbruksmark.